# پورتگوردن
پورتگوردن (به انگلیسی: Portgordon) یک روستا در بریتانیا است که در Moray واقع شده‌است. پورتگوردن ۸۴۴ نفر جمعیت دارد.